# José Nilson dos Santos Silva
José Nilson dos Santos Silva (født 6. april 1991) er en brasiliansk fodboldspiller.